# Dolní Zálezly
Dolní Zálezly là một làng thuộc huyện Ústí nad Labem, vùng Ústecký, Cộng hòa Séc.